# Birra Ichnusa
Birra Ichnusa ist eine italienische Bierbrauerei mit Sitz in Assemini auf Sardinien. Das Unternehmen ist Teil der Heineken-Gruppe.

## Geschichte
Birra Ichnusa wurde 1912 in Cagliari gegründet. 1967 wurde die Brauerei schließlich nach Assemini verlegt. 1981 braute man bereits mehr als 400.000 hl Bier. 1986 wurde die Brauerei von Heineken übernommen.

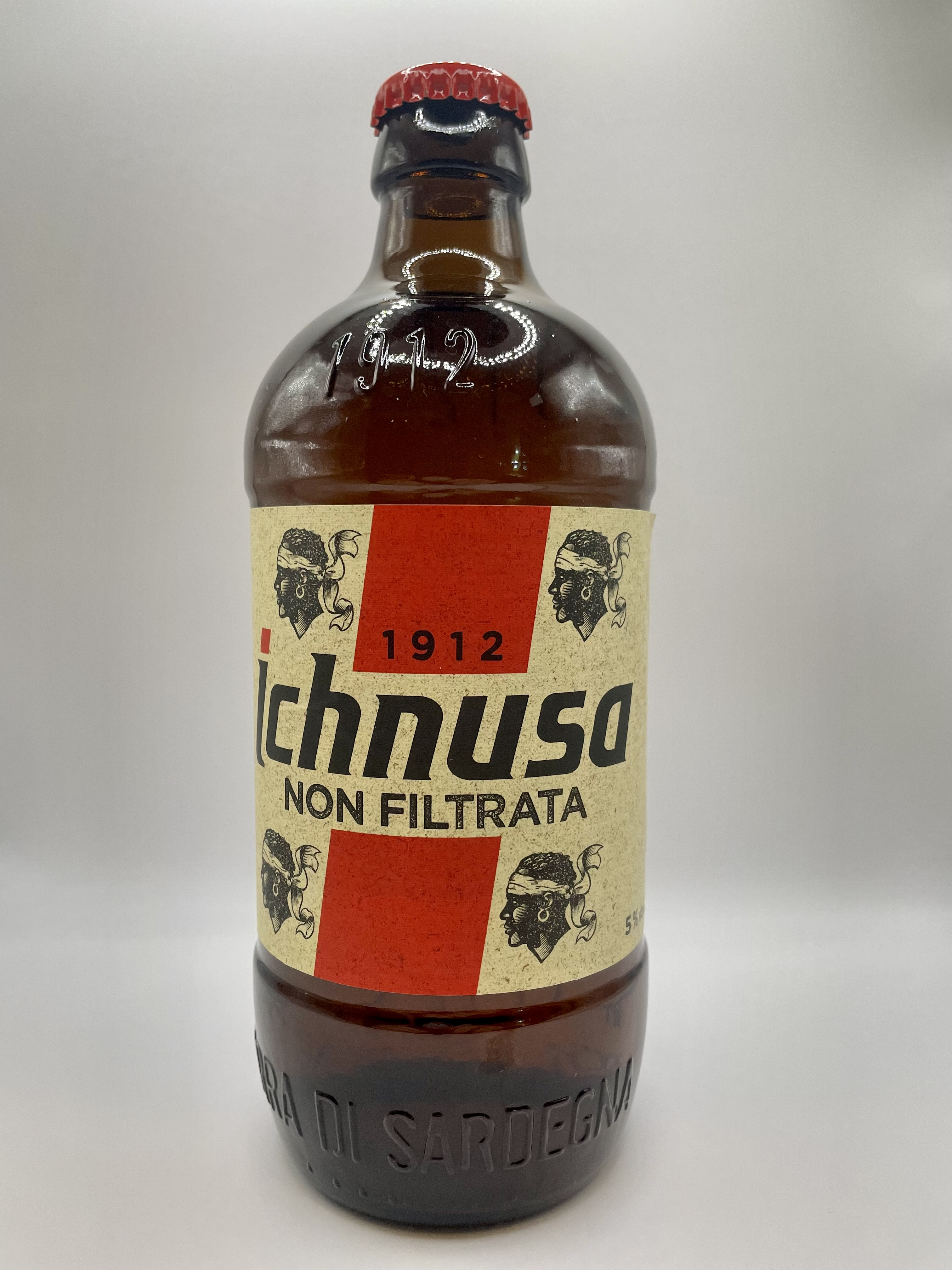
Birra Ichnusa

## Produkte
Derzeit werden fünf Biere und ein Biermischgetränk produziert: Ichnusa, Ichnusa Speciale, Ichnusa Cruda, Ichnusa Ambra Limpida, Ichnusa Non filtrata und Ichnusa Limone (2 vol.%).

## Sonstiges
- Das Logo zeigt das stilisierte Wappen Sardiniens mit den vier Mohrenköpfen
- Der Name der Brauerei stammt vom euböischen Wort für Sardinien, Ichnôussa